# Эталон

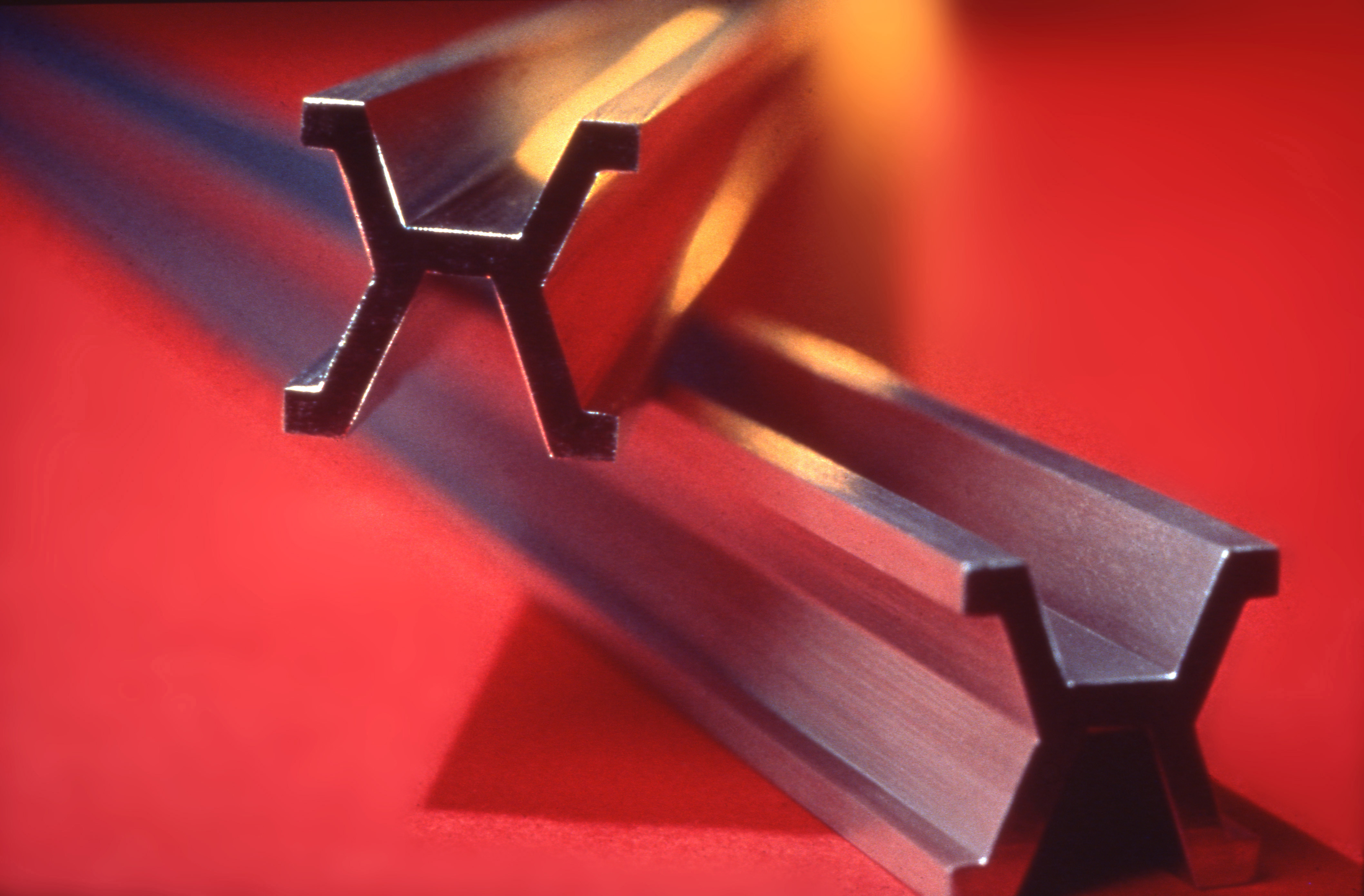
Международный эталон метра, использовавшийся с 1889 по 1960 год

Этало́н (англ. measurement standard, фр. étalon; букв. – установленная мера, образец, мерило) — средство измерений (или комплекс средств измерений), обеспечивающее воспроизведение и хранение единицы физической величины для передачи её размера нижестоящим по поверочной схеме средствам измерений, выполненное по особой спецификации и официально утверждённое в качестве эталона.
По метрологическому назначению эталоны делятся на первичные, вторичные и специальные. 
Первичный эталон служит для воспроизведения единицы с наивысшей в стране точностью. Значения вторичных эталонов устанавливаются по первичным. 
Вторичные эталоны создаются для организации поверочных работ и обеспечения сохранности первичного эталона. 
Специальный эталон служит для воспроизведения единицы в особых условиях, при которых первичный эталон не может быть использован. Единица, воспроизводимая с помощью специального эталона, по размеру должна быть согласована с единицей, воспроизводимой с помощью соответствующего первичного эталона. Первичные и специальные эталоны утверждаются в качестве государственных эталонов и являются исходными для страны.

## Виды эталонов
- Первичный эталон — это эталон, воспроизводящий единицу физической величины с наивысшей точностью, возможной в данной области измерений на современном уровне научно-технических достижений. Первичный эталон может быть национальным (государственным) и международным.
- Вторичный эталон — получающий размер единицы непосредственно от первичного эталона данной единицы меры величины.
- Эталон сравнения — эталон, применяемый для сличений эталонов, которые по тем или иным причинам не могут быть непосредственно сличены друг с другом.
- Исходный эталон — эталон, обладающий наивысшими метрологическими свойствами (в данной лаборатории, организации, на предприятии), от которого передают размер единицы подчинённым эталонам и имеющимся средствам измерений.
- Рабочий эталон — эталон, предназначенный для передачи размера единицы рабочим средствам измерений.
- Государственный первичный эталон — первичный эталон, признанный решением уполномоченного на то государственного органа в качестве исходного на территории государства.
- Международный эталон — эталон, принятый по международному соглашению в качестве международной основы для согласования с ним размеров единиц, воспроизводимых и хранимых национальными эталонами.

## Наиболее известные эталоны
Эталоны длины и массы хранятся в Международном бюро мер и весов в Севре. Первый из них — «архивный метр» — на сегодня имеет лишь исторический интерес. Второй — эталон килограмма — сохраняет функцию международного эталона единицы массы в Международной системе единиц (СИ). Но на 26-й Генеральной конференции по мерам и весам принято решение отказаться от эталона килограмма и определять килограмм через постоянную Планка, изменение вступает в силу во Всемирный день метрологии, 20 мая 2019 года.

## Свойства эталона

### Неизменность
Способность эталона удерживать неизменным размер воспроизводимой им единицы в течение длительного интервала времени.

### Воспроизводимость
Возможность воспроизведения единицы физической величины на основе её теоретического определения с наименьшей погрешностью для существующего уровня развития измерительной техники.

### Сличаемость (сравнение)
Возможность сличения с эталоном других средств измерения.

## Организации — хранители эталонов высших уровней

### Международные
- Международное бюро мер и весов

### Российские
- ФГУП ВНИИМС
- ФГУП ВНИИФТРИ
- ФГУП ВНИИМ им. Д. И. Менделеева
- ФГУП ВНИИР[5]
- ФГКУ «ГНМЦ» Минобороны России[6]
- ФГУП СНИИМ
- ФГУП УНИИМ
- ФГУП ВНИИОФИ

## Краткая историяметрологии
Попытка ввести эталоны предпринята ещё в 1136 году в городе Великом Новгороде. Там был утверждён устав «О церковных судах, и о людях, и о мерах торговли». «Мерила торговли» включали в себя: «пуд медовый, гривенку рублёвую, локоть еваньский». Всем торговым людям предписывалось «торговые все весы и мерила блюсти без пакости, ни умаливати, ни умноживати, а на всякий год извещати…», то есть соблюдать эталоны длины и веса, а также ежегодно сверять с ними свои гири и мерила. Сами же эталоны хранились в церкви Евань (Ивана) на Опоках. Нарушителям закона эталонов устав грозил карами вплоть до «предания казни смертию». Однако плутоватые купцы зачастую мошенничали, надеясь на ловкость рук и на «искупительное покаяние вкупе со мздой Ивану на Опоках».
Поговорка «всяк купец на свой аршин мерит» была верна буквально до начала XIX века, когда появился государственный эталон длины. В Российской империи всерьёз заинтересовались эталонами только в конце XIX века. Была создана Главная палата мер и весов и заказаны в Англии государственные эталоны длины и массы, согласованные с международными.
По мере развития науки и техники появилась нужда в большом количестве других эталонов. Например, эталон частоты, времени, температуры, напряжения и т. д. Прогресс не только вводил новые эталоны, но и повышал точность старых. Метр в настоящее время определён как длина пути, проходимого светом в вакууме за (1 / 299 792 458) секунды.